# Barbu bigarré
Psilopogon rafflesii
Espèce
Statut de conservation UICN

 NT  : Quasi menacé
Le Barbu bigarré (Psilopogon rafflesii, anciennement Megalaima rafflesii) est une espèce d'oiseaux de la famille des Megalaimidae.